# Józef Mikosa
Józef Marian Mikosa (ur. 1950) – polski urzędnik państwowy i prawnik, w latach 2004–2005 szef Kancelarii Sejmu.

## Życiorys
Ukończył studia prawnicze na Uniwersytecie Warszawskim, studiując na jednym roku m.in. z Włodzimierzem Cimoszewiczem. Od 1983 do 1991 pracował w Urzędzie Rady Ministrów, od stycznia 1986 do sierpnia 1987 kierował w nim jednym z biur. Następnie do 2001 był zatrudniony w Najwyższej Izbie Kontroli m.in. jako dyrektor generalny (został zwolniony z powodu kontrowersji dotyczących kontroli budżetu państwa). Pod koniec 2001 objął tożsame stanowisko w Ministerstwie Skarbu Państwa, zasiadł też w radzie nadzorczej Impexmetalu. W maju 2004 został szefem Kancelarii Sejmu po odejściu związanego z Markiem Borowskim Krzysztofa Czeszejko-Sochackiego. Pełnił funkcję do końca Sejmu IV kadencji, następnie został dyrektorem biura zarządu i prokurentem w Polskim Towarzystwie Ubezpieczeniowym, a także dyrektorem w Polskim Holdingu Farmaceutycznym. W 2007 objął fotel doradcy dyrektora generalnego Orlenu Piotra Kownackiego.
W 1999 otrzymał Krzyż Kawalerski Orderu Odrodzenia Polski.